# Amtsgericht Hof

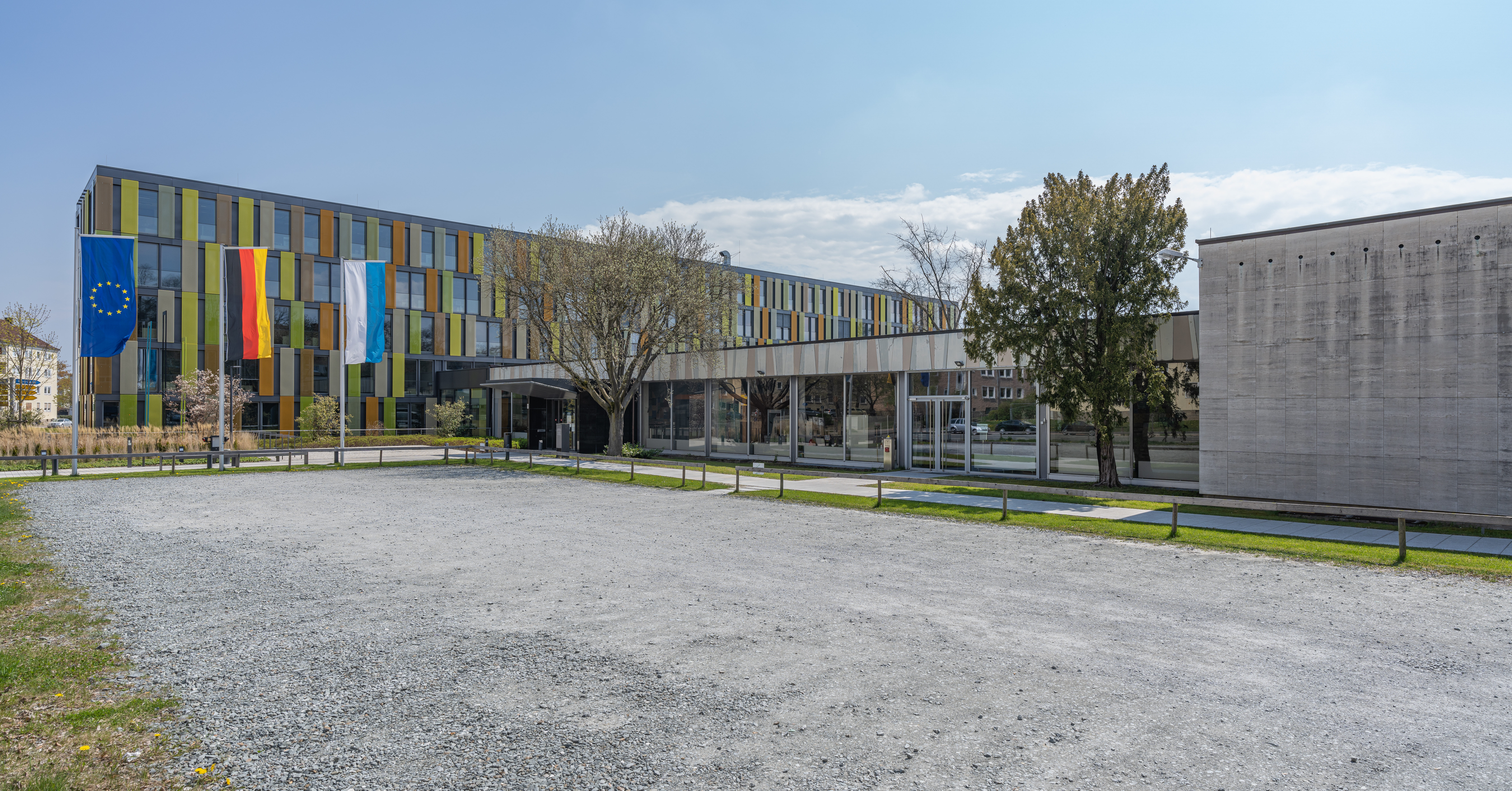
Das Hauptgebäude (Berliner Platz 1), 2022

Das Amtsgericht Hof ist ein Gericht der ordentlichen Gerichtsbarkeit und eines von 73 Amtsgerichten in Bayern. Es ist in zwei Gebäuden untergebracht, dem Hauptgebäude am Berliner Platz 1 und in der Außenstelle in der Kulmbacher Straße 47 in Hof.

## Geschichte
Das Amtsgericht Hof besteht seit der Einführung des Gerichtsverfassungsgesetzes im Jahre 1879. Es ging aus dem Stadt- und Landgericht Hof hervor.

## Zuständigkeitsbereich
Gegen Ende des Zweiten Weltkrieges wurde das Amtsgericht Rehau zur Zweigstelle des Amtsgerichts Hof herabgestuft. Nachdem diese Maßnahme in den Jahren 1956 und 1959 bestätigt worden war, folgte am 1. Juli 1973 dann die Aufhebung des Zweigstellengerichts.
Der Amtsgerichtsbezirk erstreckt sich heute auf die Stadt Hof und den dazugehörigen Landkreis Hof. In diesem leben etwa 155.000 Einwohner. In Zwangsversteigerungs-, Zwangsverwaltungs- und Insolvenzangelegenheiten sowie in Handels- und Vereinsregistersachen erstreckt sich der Zuständigkeitsbereich auch auf den Landkreis Wunsiedel.
In Wirtschaftsstrafsachen ist das Amtsgericht Hof zusätzlich zuständig für die Bezirke der Landgerichte Bamberg, Bayreuth, Coburg und Hof.
Seit dem 1. Januar 2013 ist das Amtsgericht Hof auch Zentrales Vollstreckungsgericht für das Land Bayern.

## Verfahrensaufkommen
Jährlich wurden (Stand 2010)
- 2000 Zivilsachen (erstinstanzliche Rechtsstreitigkeiten),
- 900 Familiensachen (Ehescheidung, Unterhaltssachen etc.),
- 1650 erstinstanzliche Strafsachen (Einzelrichter),
- 150 Verfahren vor dem Schöffengericht,
- 120 Verfahren vor dem Jugendschöffengericht,
- 450 Verfahren vor dem Jugendrichter,
- 1850 Ordnungswidrigkeitsverfahren,
- 1450 Strafbefehlsverfahren,
- 350 Zwangsversteigerungs- und Zwangsverwaltungsverfahren (Fabrikgebäude, Wohnhäuser, Grundstücke etc.),
- 570 Unternehmens- und Verbraucherinsolvenzen,
- 3100 Pfändungs- und Überweisungsverfahren

am Amtsgericht Hof bearbeitet.
Die Gerichtsvollzieher erledigen unter anderem circa:
- 15.500 Vollstreckungsaufträge,
- 6000 Anträge auf Abgabe der eidesstattlichen Versicherung,
- 6600 Zustellungsaufträge

pro Jahr.

## Übergeordnete Gerichte
Dem Amtsgericht Hof ist das Landgericht Hof übergeordnet, welchem wiederum das Oberlandesgericht Bamberg übergeordnet ist.